# Junto Taguchi
Junto Taguchi (født 28. september 1996) er en japansk fodboldspiller, som spiller for den japanske fodboldklub Albirex Niigata.